# Tethina albosetulosa
Tethina albosetulosa är en tvåvingeart som först beskrevs av Gabriel Strobl 1900. Enligt Catalogue of Life ingår Tethina albosetulosa i släktet Tethina och familjen Canacidae, men enligt Dyntaxa är tillhörigheten istället släktet Tethina och familjen dynflugor. Arten har ej påträffats i Sverige. Inga underarter finns listade i Catalogue of Life.